# Bridgewater (Iowa)
Pour les articles homonymes, voir Bridgewater.
Bridgewater est une ville du comté d'Adair, en Iowa, aux États-Unis. Elle est fondée en 1885, lors de la construction de la ligne de chemin de fer Chicago, Burlington and Quincy Railroad.